# El Paso Museum of Art
Das El Paso Museum of Art  (EPMA) ist ein Kunstmuseum in der Innenstadt von El Paso, Texas. Es ist das einzige Kunstmuseum im Umkreis von 250 Meilen und befindet sich in einem neuen, 1998 fertiggestellten Gebäude. Zusätzlich zu den ständigen Sammlungen und Sonderausstellungen bietet das Museum auch Kunstkurse, Filmreihen, Vorträge, Konzerte und andere Bildungsprogramme für die Bevölkerung von West Texas, Süd-New Mexico und Ciudad Juárez, Mexiko.

## Sammlungen
Das Museum verbindet in seinem Besitz eine starke Ausrichtung auf regionale Künstler mit Werken von internationalem Rang. Es besteht aus fünf Sammlungen, die sich sowohl durch ihre Herkunft als auch durch künstlerische Themen unterscheiden.

### Europäische Kunst des 13. bis 18. Jahrhunderts

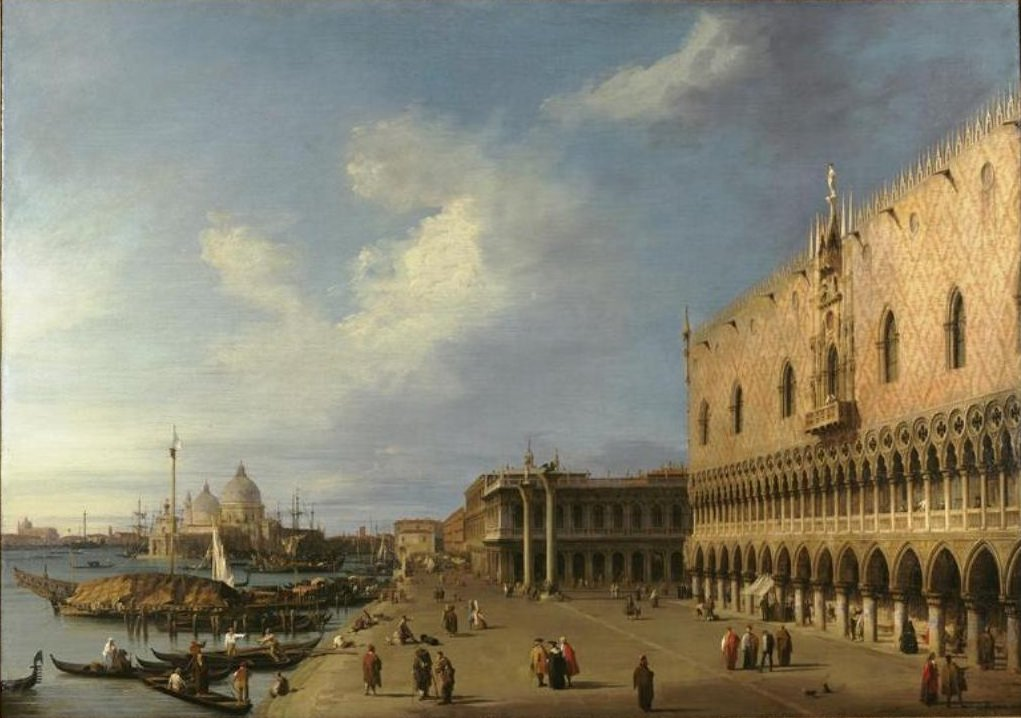
Canaletto, Mole in Venedig (ca. 1730)

Die Abteilung besteht hauptsächlich aus Werken aus der Sammlung von Samuel Henry Kress: Es handelt sich hauptsächlich um italienische und spanische Gemälde und Skulpturen (Canaletto, Jusepe de Ribera, Lorenzo Lotto, Murillo, Bernardo Strozzi, Zurbarán), aber auch um flämische (Anthonis van Dyck).

### Mexikanische Kunst
Die Sammlung zeugt von der Kunst aus der Zeit der spanischen Besatzung und besteht aus Gemälden, Töpferwaren und Devotionalien.

### Arbeiten auf Papier
Die Sammlung umfasst mehr als 2500 Zeichnungen, Aquarelle, Drucke und Fotografien aus dem 17. bis 20. Jahrhundert. Es sind europäische und amerikanische Künstler, darunter Jusepe de Ribera, Albrecht Dürer, Rembrandt, Francisco Goya, Paul Cézanne, Edgar Degas, William Merritt Chase, James Abbott McNeill Whistler und Pablo Picasso.

### Zeitgenössische Kunst
Die Sammlung umfasst Werke von Künstlern des 20. und 21. Jahrhunderts aus dem Südwestens der Vereinigten Staaten und Mexiko.

### Amerikanische Kunst
Es handelt sich um eine Gemäldesammlung amerikanischer Künstler, vor allem aus den Südweststaaten, aus dem 19. und 20. Jahrhundert, die vor allem vom Impressionismus und der frühen amerikanischen Porträtmalerei (Frederic Remington, John French Sloan, Robert Henri, William Merritt Chase und John Henry Twachtman), aber auch von der frühen Avantgarde (Max Weber) zeugen.